# Курманово (Могилёвская область)
Курманово (бел. Курма́нава) — агрогородок в Мстиславском районе Могилёвской области Белоруссии. Входит в состав Подсолтовского сельсовета. По данным переписи 2009 года, в деревне проживало 262 человека.

## География
Агрогородок находится северо-восточной части Могилёвской области, в пределах Оршанско-Могилёвской равнины, на берегах реки Реместлянки, к востоку от железнодорожной линии Орша — Унеча Белорусской железной дороги, на расстоянии примерно 22 километров (по прямой) к северо-западу от Мстиславля, административного центра района. Абсолютная высота — 195 метров над уровнем моря.

## Этимология
Название производное от фамилии Курман тюркского происхождения.

## История
В конце XVIII века деревня входила в состав Мстиславского воеводства Великого княжества Литовского.
Согласно «Списку населенных мест Могилёвской губернии» 1910 года издания населённый пункт входил в состав Курмановского сельского общества Шамовской волости Мстиславского уезда Могилёвской губернии. Имелось 39 дворов и проживало 254 человека (141 мужчина и 113 женщин).
В 1924—1959 годах центр Курмановского сельсовета. До 2013 года Курманово входило в состав ныне упразднённого Раздельского сельсовета (в 2007—2013 годах — его центр).

## Население

### Численность
- 2009 год — 262 жителей

### Динамика
- 2009 год — 262 жителей (перепись населения)